# Judit Bar-Ilan
Judit Bar-Ilan   (1958 - 16 de juliol de 2019) és una matemàtica i gestora de la informació, professora de ciències de la informació a la Universitat Bar-Ilan d'Israel.
Els seus camps d'investigació són la informetria, la recuperació d'informació, la recerca per internet i la conducta informacional. Duu a terme estudis relacionats amb aspectes quantitatius de la informació acadèmica (publicacions, citacions, revisió per parells) i també referents a les altmetrics, cercant vies alternatives a l'avaluació de l'impacte i la visibilitat de les publicacions acadèmiques.
Va participar en el projecte de la Commissió Europea ACUMEN (Academic Careers Understood through Measurement and Norms) de l'any 2010 que tenia per objectiu "estudiar i proposar formes de mesurar la productivitat i el rendiment dels investigadors més àmplies i alternatives." En aquest `projecte col·laboratiu de 9 institucions acadèmiques Bar-Ilan va intervenir en l'elaboració dels portafolis curriculars, com per exemple el seu propi, tot insistint en el vessant de donar més relleu a les altmètriques.
La seva tasca tant en la informetria com en la cienciometria i la bibliometria ha estat reconeguda el 2017 amb l'atorgament de la Medalla Derek de Solla Price.

## Publicacions
- Bar-Ilan, J. "Which h-index? — A comparison of WoS, Scopus and Google Scholar"Scientometrics, 2007;74 (2)ː2557-271 DOI: 10.1007/s11192-008-0216-y.
- Bar-Ilan, J. "Informetrics at the beginning of the 21st century—A review" Journal of Scientometrics.2008;2 (1)ː1-52. DOI: 10.1016/j.joi.2007.11.001.
- Bar-Ilan, J.; Beaver D. "Non-cryptographic fault-tolerant computing in constant number of rounds of interaction" Proceedings of the eighth annual ACM Symposium on Principles of distributed computing. 1989; 201-209. DOIː10.1145/72981.72995.
- Aguillo, I. F.; Bar-Ilan, J.; Levene, M.; Ortega, J. L. "Comparing university rankings". Scientometrics 2010; 85 (1)ː 243-256. DOI: 10.1007/s11192-010-0190-z
- Bar-Ilan, J. "Search engine results over time: A case study on search engine stability"Cybermetrics; 1989/9; 2/3 (1)ː 1
- Bar-Ilan, J. "Data collection methods on the Web for infometric purposes—A review and analysis". Scientometrics 2001; 50 81)ː 7-32. DOI: 10.1023/A:1005682102768
- Bar-Ilan J. "Informetrics". Dins deː Encyclopedia of library and information sciences, coord. per Marcia J. Bates. Boca Ratton. CRC, 2010. p. 2755-2764. ISBN 9780849397127.